# Sonografischer Softmarker
Der Ausdruck sonografischer Softmarker wird in der Pränataldiagnostik gebraucht und bezeichnet solche Besonderheiten, deren vorgeburtlicher (pränataler) Nachweis durch Ultraschalluntersuchungen gestellt wird und die mit einer statistisch gesehen meist leichten Erhöhung der Wahrscheinlichkeit des Vorliegens einer Chromosomenbesonderheit und/oder körperlicher Fehlbildungen und/oder bestimmter Erkrankungen beim ungeborenen Baby in Verbindung gebracht werden können.
Sonografische Softmarker werden mittels Ultraschall, häufig beim Feinultraschall (sonografische Feindiagnostik/Organscreening), oder der Doppler-Sonographie nachgewiesen bzw. ausgeschlossen.
Isoliert auftretende sonografische Softmarker, also entsprechende Besonderheiten, die ohne weitere Auffälligkeiten bestehen, sind oft harmlos.
Kombiniert auftretende sonografische Softmarker, also entsprechende Besonderheiten, die in Zusammenhang mit anderen Besonderheiten bestehen, erhöhen die Wahrscheinlichkeit für Veränderungen beim Baby.
Als sonografische Softmarker werden z. B. betrachtet:

## Vergrößerte Nackentransparenz
Eine ungewöhnlich große Flüssigkeitsansammlung im Nackenbereich des Ungeborenen. Eine vergrößerte Nackentransparenz gilt als Softmarker für
- Herzfehler bzw. Funktionsstörungen des Herzens (kardiovaskuläre Veränderungen), insbesondere Aortenisthmusstenose, also eine Verengung des Übergangs zwischen Aortenbogen und thorakaler Aorta (Brustschlagader).
- Fehlbildungen der Lunge (pulmonale Veränderungen)
- Skelettfehlbildungen
- Störung der Lymphgefäßentwicklung
- Stauung von Gefäßen an Hals und/oder Kopf
- Trisomie 10
- Pätau-Syndrom (Trisomie 13)
- Edwards-Syndrom (Trisomie 18, zum Teil Hydrops fetalis)
- Down-Syndrom (Trisomie 21/zum Teil sehr ausgeprägte Flüssigkeitsansammlung, manchmal Hygroma colli, seltener Hydrops fetalis)
- Trisomie 22
- Triplo-X-Syndrom (Trisomie X)
- Tetrasomie 12 p
- Cornelia-de-Lange-Syndrom
- Noonan-Syndrom (Turner-like-Syndrom – zum Teil sehr ausgeprägte Flüssigkeitsansammlung)
- Turner-Syndrom (Monosomie X/zum Teil sehr ausgeprägte Flüssigkeitsansammlung, die sich bei schweren Formen, bei denen in der Regel ein Herzfehler – typischerweise eine Aortenisthmusstenose – vorliegt, auch über Stirn, Rücken, Brust, Bauch und Fußrücken des Babys ausgebreitet haben kann: zystisches Nackenhygrom, Hygroma colli, Hydrops fetalis, isolierter Hydrothorax, Aszites)
- Smith-Lemli-Opitz-Syndrom
- Joubert-Syndrom
- Ectrodactyly-ectodermal Dysplasia-Syndrom
- Multiple-Pterygien-Syndrom, zum Teil dorsonuchales Ödem, zystisches Hygroma colli, Hydrops fetalis
- Fryns-Syndrom, zum Teil Hydrops fetalis
- thanatophore Dysplasie
- Achondrogenesie
- frühes fetofetales Transfusionssyndrom: Bei Schwangerschaften mit monochorial-diamnioten Zwillingen mit früh einsetzendem fetofetalem Transfusionssyndrom ist die Nackentransparenz beim Akzeptor (größerer Zwilling) häufig größer als beim Donor (kleinerer Zwilling), zum Teil Hydrops fetalis
- Zwerchfellhernie (Zwerchfellbruch)
- Nabelhernie (Nabelbruch)

## Dorsonuchales Ödem
Als Dorsonuchales Ödem wird eine ausgeprägte Flüssigkeitsansammlung bezeichnet, die an großen Teilen des Rückens (dorsal) sowie im Hinterkopf- und Nackenbereich (nuchal) des ungeborenen Kindes besteht. Es gilt als Softmarker für insbesondere:
- Herzfehler
- Multiple-Pterygien-Syndrome
- Turner-Syndrom (Monosomie X)
- Down-Syndrom (Trisomie 21)

## Hydrops fetalis
Als Hydrops fetalis wird eine große Flüssigkeitsansammlung bezeichnet, die sich oft über weite Teile des Körpers des ungeborenen Kindes ausgebreitet hat. Diese Besonderheit tritt gehäuft auf bei:
- Herzfehlern, insbesondere Aortenisthmusstenose (Verengung des Übergangs zwischen Aortenbogen und thorakaler Aorta/Brustschlagader)
- Fehlbildungen der Lunge
- Chylothorax
- Ullrich-Turner-Syndrom (Monosomie X)
- Noonan-Syndrom (Turner-like-Syndrom)
- Edwards-Syndrom (Trisomie 18)
- Multiple-Pterygien-Syndrom
- Fryns-Syndrom
- seltener Down-Syndrom (Trisomie 21)
- verschiedenen Stoffwechselerkrankungen
- fetale Anämie (Blutarmut des ungeborenen Kindes), häufig zurückzuführen auf eine Parvovirus-B19-Infektion (Ringelröteln) der Schwangeren.

## Plexus choroideus – Zysten
Zystische Strukturen im Bereich des Plexus choroideus im Gehirn des Ungeborenen. Plexuszysten gelten als Softmarker für:
- Edwards-Syndrom (Trisomie 18 – vor der 24. Schwangerschaftswoche sind Plexuszysten bei ca. 43 % der Kinder nachweisbar und häufiger als durchschnittlich auch nach der 28. Woche noch. Teils besonders große Zysten)

## White spots (Golfballphänomen)
White spots sind kleine, golfballförmige, echoreiche Areale in einer oder in beiden Herzkammern des ungeborenen Kindes. White spots gelten als Softmarker für:
- Trisomie 9 (auch Rethoré-Syndrom)
- Pätau-Syndrom (Trisomie 13)
- Down-Syndrom (Trisomie 21)

## Vergleichsweise kurze Röhrenknochen
Die Länge der Knochen von Femur (Oberschenkel) und/oder Humerus (Oberarm) beim Kind liegt unter dem 5. Perzentil des Schwangerschaftsalters bzw. es ist eine absolute Verkürzung gegenüber den sonstigen Durchschnittswerten festzustellen. Kurze Röhrenknochen gelten als Softmarker für:
- Down-Syndrom (Trisomie 21)
- Turner-Syndrom (Monosomie X)
- Triploidie
- Minderwuchs (verschiedene Formen)

## Hypoplastischer Nasenbeinknochen
Der Nasenbeinknochen ist unterdurchschnittlich ausgeprägt bzw. (noch) nicht wie üblich verknöchert und der Nasensattel wirkt tief (Stubsnase). Ein hypoplastischer Nasenbeinknochen gilt als Softmarker für:
- Cornelia-de-Lange-Syndrom
- Down-Syndrom (Trisomie 21)

## Sandalenlücke/Sandalenfurche
Bei einer sogenannten Sandalenlücke besteht ein unüblich großer Abstand zwischen der ersten und der zweiten Zehe (1. und 2. Strahl), der durch eine jeweils parallel zu den zweiten Zehen nach außen versetzte Position der großen Zehen entsteht. Eine Sandalenlücke gilt als Softmarker für:
- Trisomie 8
- Pätau-Syndrom (Trisomie 13)
- Edwards-Syndrom (Trisomie 18)
- Down-Syndrom (Trisomie 21)

## Unübliche Kopfform und/oder unübliche Kopfgröße
Der Schädel des Kindes hat eine unübliche Form, z. B. Brachyzephalie, strawberry sign (Erdbeer-Form – strawberry-shaped head), lemon sign (Arnold-Chiari-Malformation: der vordere Kopfbereich erscheint im Horizontalschnitt aufgrund des Einsinkens der Stirnbeine eingedellt, was eine Ähnlichkeit mit dem Aussehen einer ausgedrückten Zitronenhälfte bedingt), banana sign (das Kleinhirn erscheint im Horizontalschnitt unterentwickelt und bananenförmig gekrümmt), Mikrozephalie (unüblich kleiner Kopf), Makrozephalie (unüblich großer Kopf). Besonderheiten der Kopfform und/oder -größe gelten als Softmarker für:
- Arthrogryposis (Softmarker: Mikrozephalie)
- Cornelia-de-Lange-Syndrom (Softmarker: Mikrozephalie)
- Cri-du-chat-Syndrom (Deletion 5p – Softmarker: Mikrozephalie)
- Diabetes mellitus der Schwangeren (Softmarker: Mikrozephalie)
- Edwards-Syndrom (Trisomie 18 – Softmarker: Mikrozephalie, strawberry sign)
- Fanconi-Anämie (Softmarker: Mikrozephalie)
- Freeman-Sheldon-Syndrom (Softmarker: Mikrozephalie)
- Hydrocephalie (Softmarker: Makrozephalie)
- Jacobsen-Syndrom (Deletion 11q – Softmarker: Mikrozephalie)
- Meckel-Gruber-Syndrom (Softmarker: Mikrozephalie)
- Miller-Dieker-Syndrom (Softmarker: Mikrozephalie)
- Multiple-Pterygien-Syndrom (Softmarker: Mikrozephalie)
- Neu-Laxova-Syndrom (Softmarker: Mikrozephalie)
- Pätau-Syndrom (Trisomie 13 – Softmarker: Mikrozephalie, Brachyzephalie)
- Rethoré-Syndrom (partielle Trisomie 9 – Softmarker: Mikrozephalie, Skaphocephalie)
- Roberts-Syndrom (Softmarker: Mikrozephalie)
- Seckel-Syndrom (Softmarker: Mikrozephalie)
- Smith-Lemli-Opitz-Syndrom (Softmarker: Mikrozephalie)
- Shprintzen-Syndrom (Softmarker: Mikrozephalie)
- Spina bifida aperta (Softmarker: lemon sign, banana sign)
- Triploidie (Softmarker: strawberry sign)
- Walker-Warburg-Syndrom (Softmarker: Mikrozephalie)
- Wolf-Hirschhorn-Syndrom (Deletion 4p – Softmarker: Mikrozephalie)
- Zellweger-Syndrom (Skaphocephalie)
- Zytomegalie (Softmarker: Mikrozephalie)

## Clenched fist („Geballte Faust“)
Bei dieser Besonderheit finden sich übereinander geschlagene/überlappende Finger. Häufig liegt der vierte Finger über dem dritten Finger und die Faust kann nicht geöffnet werden. Dies gilt als Softmarker für
- Pätau-Syndrom (Trisomie 13)
- Edwards-Syndrom (Trisomie 18)
- Pena-Shokeir-Syndrom (Pseudo-Trisomie 18)

## Echogener/hypoerechogener Darm
Beim ungeborenen Kind sind die Darmschlingen im Ultraschall deutlich echodicht, das heißt als helle Strukturen darstellbar. Ein echoreicher Darm gilt als Softmarker für
- Darmverschluss (Mekoniumileus)
- Down-Syndrom (Trisomie 21)

## Double-Bubble-Phänomen/Double-Bubble-Zeichen
Bilder einer Doppel-Blase

Link zum Bild

Link zum Bild

(Bitte Urheberrechte beachten)
Der Magen des ungeborenen Kindes ist mit Flüssigkeit gefüllt (erste Blase/Bubble) und auch das Duodenum (Zwölffingerdarm) weist Flüssigkeit auf (zweite Blase/Bubble). Nebeneinander liegend zeigt sich aufgrund dessen im Ultraschall das Bild einer Doppel-Blase. Das Double-Bubble-Phänomen gilt als Softmarker für:
- Duodenalatresie, z. B. bei
  - Down-Syndrom (Trisomie 21)
  - Pätau-Syndrom (Trisomie 13)
- Pancreas anulare

## Echogene/hyperechogene Nieren
Beim ungeborenen Kind sind die Nieren im Ultraschall deutlich echodichter als die Leber. Echogene Nieren gelten als Softmarker für
- Beckwith-Wiedemann-Syndrom
- infantile polyzystische Nieren
- Meckel-Gruber-Syndrom
- Nephrotisches Syndrom
- Pätau-Syndrom (Trisomie 13)
- zystische Nierendysplasie

## Grenzwertige Weite des Nierenbeckens
Beim ungeborenen Kind liegt eine leichte Pyelektasie vor: Die Normweite des Nierenbeckens ist abhängig vom Schwangerschaftsalter/Gestationsalter. Im zweiten Schwangerschaftsdrittel liegt eine leichte Nierenbeckenweite ab einem Wert von mehr als 4,5 mm im anterior-posterioren Durchmesser vor. Eine grenzwertige Nierenbeckenweite gilt als Softmarker für:
- Pyelektasie (Nierenbeckenerweiterung), die sich entwickelt

## (Grenzwertige) Erweiterung der Hirnventrikel
Es liegt eine leichte Ventrikulomegalie vor: Ein oder beide Lateralventrikel des Hinterhorns des ungeborenen Kindes haben einen Durchmesser von 8 bis 10 mm – ein Durchmesser von mehr als 10 mm gilt als eindeutig pathologischer Befund. Eine grenzwertige Hirnventrikelweite gilt als Softmarker für:
- Achondroplasie
- Apert-Syndrom
- CHARGE-Syndrom
- Chondrodysplasia punctata
- Crouzon-Syndrom (Kranofaziale Dysmorphie Typ I)
- Deletion 11q
- Edwards-Syndrom (Trisomie 18)
- Fanconi-Anämie
- Fryns-Syndrom
- Goldenhar-Syndrom
- Gorlin-Goltz-Syndrom
- Hydroletalus-Syndrom
- Kampomele oder metatrophische Dysplasie
- Meckel-Gruber-Syndrom
- Miller-Dieker-Syndrom
- Mohr-Syndrom
- Multiple-Pterygien-Syndrom
- Neu-Laxova-Syndrom
- Nierenagenesie
- Osteopetrosis
- Pätau-Syndrom (Trisomie 13)
- Pfeiffer-Syndrom
- Roberts-Syndrom
- Spina bifida aperta (Erweiterung der Hirnseitenventrikel in ca. 75 % der Fälle)
- Spinale Dysraphie
- Triploidie
- Trisomie 9
- Walker-Warburg-Syndrom
- X-chromosomaler Hydrocephalus

## Einzelne Nabelschnurarterie (singuläre Umbilikalarterie/SUA)
In durchschnittlich einer von 100 Schwangerschaften finden sich in der Nabelschnur bei der Ultraschallbetrachtung im Querschnitt, insbesondere bei der Doppler-Sonographie, nur eine Nabelvene und eine Nabelarterie statt der üblichen zwei Nabelarterien. Man spricht von der Singuläre Umbilikalarterie. Eine einzelne Arterie in der Nabelschnur gilt als Softmarker für:
- Edwards-Syndrom (Trisomie 18) / 5 Fälle in einer Studie mit 102 SUAs[1]
- Pätau-Syndrom (Trisomie 13) / 2 Fälle in der Studie mit 102 SUAs[1]
- Trisomie 9
- Pallister-Killian-Syndrom
- VACTERL-Assoziation
- Herzfehler (in 6,25 % der Fälle)[2]
- Fehlbildungen im Bereich des Urogenitaltraktes, insbesondere der Nieren, auch Nierenagenesie (in ca. 6,48 % der Fälle)[2]

Eine Studie, in der 362 Feten mit einer einzelnen Nabelschnurarterie einbezogen wurden, ergab, dass sich Begleitfehlbildungen und Chromosomenanomalien bei einer einzelnen Nabelschnurarterie mit großer Sicherheit pränatal diagnostizieren lassen, und dass bei unauffälligen Befunden in der qualifizierten Ultraschalluntersuchung das Risiko übersehener Fehlbildungen gering ist.

## Offener Vermis cerebelli
Bis zur etwa 18. Schwangerschaftswoche gilt eine spaltförmige Verbindung zwischen dem vierten Hirnventrikel und der Cisterna magna im Gehirn eines ungeborenen Kindes (Dandy-Walker-Variant) als üblicher Befund, der sich im Ultraschall nachweisen lässt. Bis zur 13. Woche ist sie immer nachzuweisen. Nach der 18. Woche gilt diese Besonderheit, die sich vom eigentlichen Dandy-Walker-Syndrom dadurch unterscheidet, dass keine Erweiterung der Cisterna magna vorliegt, als Softmarker. Allein ist sie nicht besorgniserregend, geht jedoch teils mit schwerwiegenderen Veränderungen einher. Ein offener Vermis cerebelli (lat.: Vermis = Wurm + Cerebellum = Kleinhirn) nach der ca. 18. Schwangerschaftswoche gilt als Softmarker für:
- Arthrogryposis
- CHARGE-Assoziation
- Edwards-Syndrom (Trisomie 18)
- Ellis-van-Crefeld-Syndrom
- Fryns-Syndrom
- Joubert-Syndrom
- Majewski-Syndrom
- Meckel-Gruber-Syndrom
- MURCS-Assoziation
- Neu-Laxova-Syndrom
- Smith-Lemli-Opitz-Syndrom
- TAR-Syndrom (Thrombozytopenie-Absent-Radius-Syndrom)
- Tetrasomie 12p
- Triploidie
- Trisomie 9

## Polyhydramnion
Eine überdurchschnittlich große Menge Fruchtwasser mit einem Fruchtwasserindex (AFI) von über 25 cm oder mit einem großen Fruchtwasserdepot über 8 cm (am Termin mehr als zwei Liter) wird als Polyhydramnion bezeichnet. Es tritt bei etwa 1 % aller Schwangerschaften (oft in Verbindung mit Diabetes mellitus der Schwangeren/Gestationsdiabetes) in der Regel nach der 24. Schwangerschaftswoche auf und kann dadurch bedingt sein, dass das heranwachsende Kind kein oder nur recht wenig Fruchtwasser trinkt und sich die Flüssigkeit darum ungewöhnlich stark ansammelt, sodass teils eine Fruchtwasserentlastungspunktion durchgeführt werden muss. Bei bis zu 20 % der Fälle mit Hydramnion finden sich Besonderheiten beim Ungeborenen. Ein Polyhydramnion gilt als Softmarker für:
- Achondroplasie (kurzgliedriger Minderwuchs)
- Anenzephalie
- Beckwith-Wiedemann-Syndrom
- Begleitsymptom bei Hydrops fetalis und pränataler Infektion
- CFC-Syndrom
- Chorangiom (benigner Gefäßtumor der Plazenta)
- Down-Syndrom (Trisomie 21)
- Duodenalstenose (Verengung des Zwölffingerdarms)
- Fallot-Tetralogie (Herzfehler, bestehend aus vier bestimmten Fehlbildungen)
- Fetofetales Transfusionssyndrom (Polyhydramnion beim Akzeptor – dem größeren Zwilling)
- Fryns-Syndrom
- Ösophagusstenose oder Ösophagusatresie (Verengung oder Verschluss der Speiseröhre)
- Jejunalstenose (Verengung des Leerdarms)
- konnatale Lues (Infektion der Schwangeren mit der Spirochäte Treponema pallidum – Erreger der Syphilis führt zur Erkrankung des Ungeborenen)
- konnatale Windpocken – Varizellen (Varizella-Zoster-Virus-Infektion der Schwangeren; das Risiko einer Ansteckung mit der negativen Folge von mit für das Ungeborene liegt bei weniger als 5 %)
- Lippen-Kiefer-Gaumenspalte
- Majewski-Syndrom (Kurzripp-Polydaktylie-Syndrom Typ II – Hydramnion ab dem zweiten Trimester feststellbar)
- Mediastinalshift (Verschiebung des Mittelfells)
- Mekoniumperitonitis (Darmperforation)
- Multiple-Pterygien-Syndrome
- Neu-Laxova-Syndrom
- Noonan-Syndrom
- Pätau-Syndrom (Trisomie 13)
- Pena-Shokeir-Syndrom (Pseudo-Trisomie 18)
- Rhesus-Inkompatibilität (Morbus haemolyticus fetalis)
- Ringelröteln (Infektion mit dem Parvo-B-19-Virus – Hydramnion in schweren Fällen feststellbar)
- Schluckstörungen (muskulär bedingt oder zentral bedingt)
- Steißbeinteratom (Teratom – Keimzelltumor in der Steißbeinregion)
- Teratome/Keimzelltumore im Gehirn mit zystischen und soliden Bereichen (Hydramnion kann sich aufgrund einer begleitenden Schluckstörung entwickeln)
- Toxoplasmose-Infektion der Schwangeren, die sich über die Plazenta (transplazentar) oder kongenital auf das Ungeborene überträgt und in etwa 10 % der Fälle schwere Erkrankungen hervorruft
- VACTERL-Assoziation
- Vergrößerung der Schilddrüse beim Ungeborenen (fetales Struma, meist aufgrund einer Hypothyreose, bei 70 % der Kinder, bei denen die Schwangere Morbus Basedow hat)
- Zwerchfellhernie (Zwerchfellbruch)
- Zystische Fibrose (Mukoviszidose)

## Oligohydramnion
Eine unterdurchschnittliche Menge Fruchtwasser mit einem Fruchtwasserindex (AFI) von weniger als 5,1 cm oder größeren Fruchtwasserdepots unter 2 cm wird als Oligohydramnion bezeichnet. Es tritt bei ca. 0,5 bis 4 % aller Schwangerschaften auf und kann durch eine verminderte Urinproduktion bzw. -ausscheidung des heranwachsenden Kindes, eine sehr starke Wachstumsverzögerung des Babys, eine Plazentainsuffizienz (Leistungsschwäche des Mutterkuchens), oder durch einen vorzeitigen Fruchtblasensprung bedingt sein, sodass die Menge der Flüssigkeit darum ungewöhnlich stark abnimmt und teils eine Fruchtwasserauffüllung (Amnioninfusion) durchgeführt werden muss. Ein Oligohydramnion bedingt eine vergleichsweise schlechte Leitung der Ultraschallwellen (je weniger Fruchtwasser, desto schlechter die Schallleitung). Eine länger bestehende und frühe Oligohydramie kann u. a. die Entstehung einer Lungenhypoplasie (Unterentwicklung der Lunge) und von Klumpfüssen begünstigen. Ein Oligohydramnion gilt als Softmarker für:
- Fetofetales Transfusionssyndrom (Oligohydramnion beim Donor – dem kleineren Zwilling)
- Nierenagenesie (Fehlen oder sehr starke Unterentwicklung der Nieren)
- Nierenhypoplasie (Unterentwicklung der Nieren)
- zystische Nierenerkrankungen
- Obstruktive Uropathieen
- Triploidie
- Plazentainsuffizienz (Leistungsschwäche des Mutterkuchens)